# Gudme
Gudme est une section de la commune danoise de Svendborg, c'est une petite localité située dans le sud est du Fionie.
En 2014, la localité compte 943 habitants.

## Sport
La ville est surtout connue pour son club de handball le GOG, jouant à la Gudmehallerne (1642 places) à Gudme mais représentant trois localités voisines Gudbjerg, Oure et Gudme et depuis peu Svendborg car le GOG fusionne en 2005 avec le Svendborg TGI.
Le club remporta sept fois le Championnat du Danemark de handball

## Site archéologique
En 1980, un important site archéologique est identifié à Gudme, occupé du IIIe siècle au VIe siècle. Une grande halle faisant 47 mètres de long et 10 mètres de large, construite dans la seconde moitié du IIIe siècle, indique la présence d'un chef ou d'un roi important. Des fouilles ultérieures, en 1994, dévoilent plusieurs bâtiments différents qui se sont succédé à cet emplacement. De grandes quantités d'or et d'argent sont également trouvées à proximité. Cette grande halle cesse d'être utilisée après la seconde moitié du VIe siècle ce qui laisse supposer que le site perd ses fonctions politiques sans pour autant disparaitre.
À l'est de ce site se trouve l'espace funéraire Møllegårdsmarken contenant près de 2300 tombes datant du Ier au IVe siècle. Non loin de là, à l'embouchure de la rivière Tange se trouve le port de Lundeborg (en) qui présente de nombreuses traces d'artisanat ainsi que d'une importante activité de construction et de réparation de navires durant cette époque. Cet ensemble est appelé complexe de Gudme-Lundeborg et atteste de la concentration des fonctions commerciales, politiques et culturelles. 